# غاز پیشانی‌سفید بزرگ
غاز پیشانی‌سفید بزرگ (نام علمی: Anser albifrons) گونه‌ای از غازها است که چند زیرگونه دارد. غاز پیشانی سفید بزرگ از غاز خاکستری کوچک‌تر است، اما از غاز پیشانی‌سفید کوچک بزرگ‌تر است. رنگ پر وبال این پرنده خاکستری و روی پیشانی‌اش نواری سفید رنگ وجود دارد.
این پرنده در مناطقی مانند نیزارها، شالیزارها و تالاب‌ها زندگی می‌کند.

## ویژگی‌ها
غازهای پیشانی سفید بزرگ، ۶۴ تا ۸۱ سانتی‌متر طول، ۱۳۰ تا ۱۶۵ سانتی‌متر طول بال و وزن ۱٫۹۳ تا ۳٫۳۱ کیلوگرم دارند.
آنها دارای پاهای نارنجی روشن و پوشش بالای بال به رنگ موش هستند. آنها کوچکتر از غازهای خاکستری هستند. غاز پیشانی سفید بزرگتر علاوه بر اینکه بزرگتر از غاز پیشانی سفید کوچک است، فاقد حلقه چشم زرد آن گونه است و شعله سفید صورت به اندازه غاز کوچکتر به سمت بالا گسترش نمی‌یابد.
جنس نر از نظر اندازه معمولی بزرگتر است، هر دو جنس از نظر ظاهری شبیه به هم هستند - پرندگان قهوه ای مایل به خاکستری با سینه‌های خاکستری روشن با لکه‌ها و میله‌های قهوه ای تیره تا سیاه. هم نرها و هم ماده‌ها دارای منقار صورتی و پاها و پاهای نارنجی هستند.
غازهای پیشانی سفید بزرگ انواع مختلفی از صداها را تولید می‌کنند، اما به‌طور قابل توجهی قابل تشخیص‌ترین آنها صدای بلندی است که می‌توان آن را با صداهای "he-he" تقلید کرد. شکسته شدن نت از اولین کاکل تا دوم مشخص است.

## نگارخانه

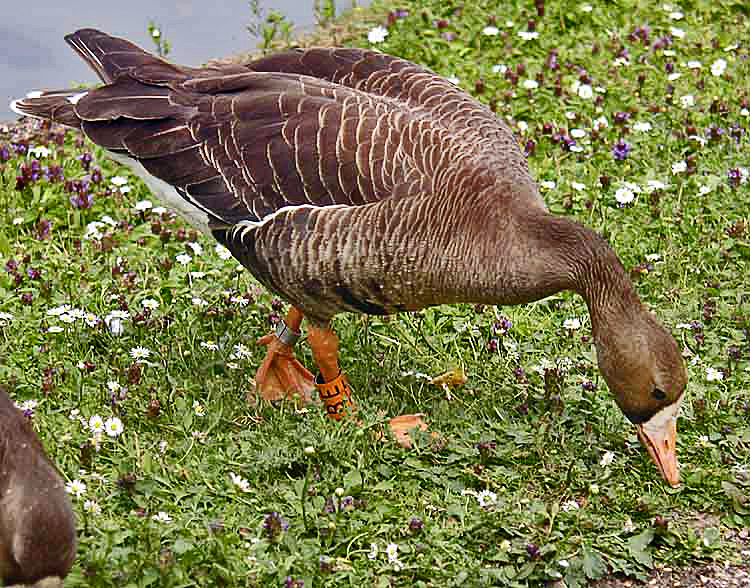
یک غاز پیشانی‌سفید اروپایی (Anser albifrons albifrons)
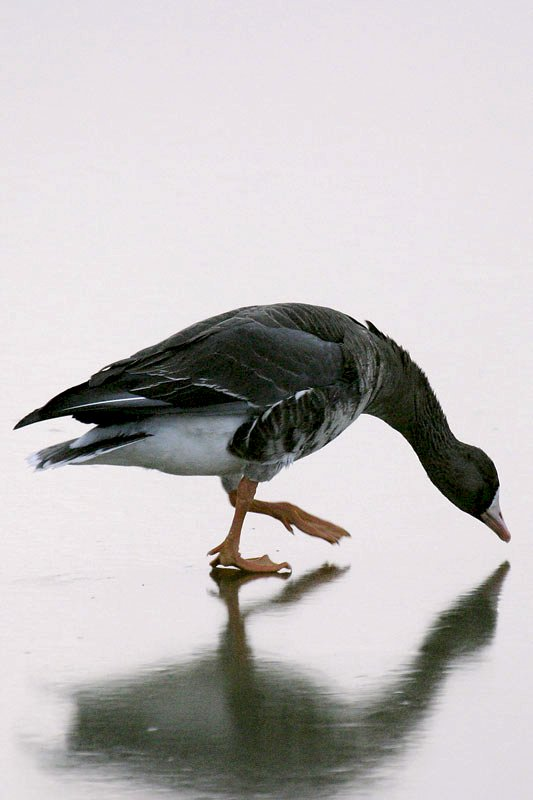
یک غاز پیشانی‌سفید روی یخ
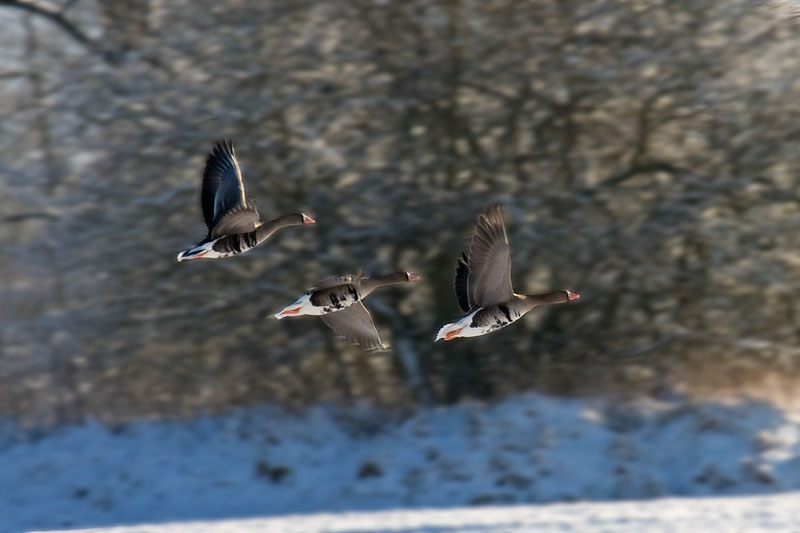
یک غاز پیشانی‌سفید
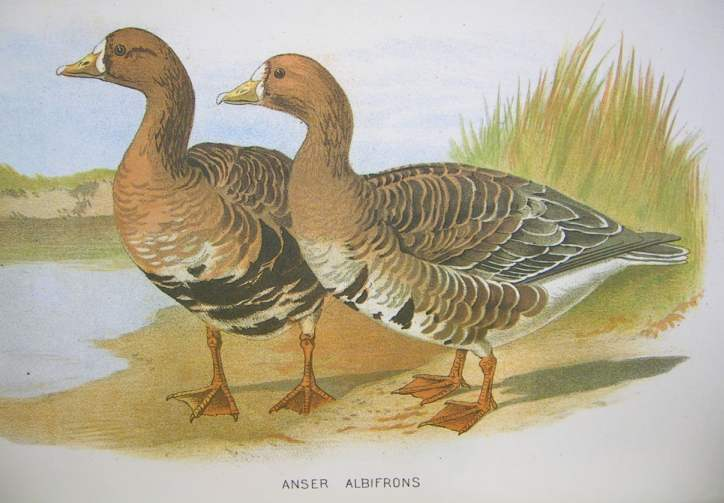
Illustration from Hume and Marshall's Gamebirds of India, Burmah and Ceylon. Greenland White-fronted Goose is similar to left bird.
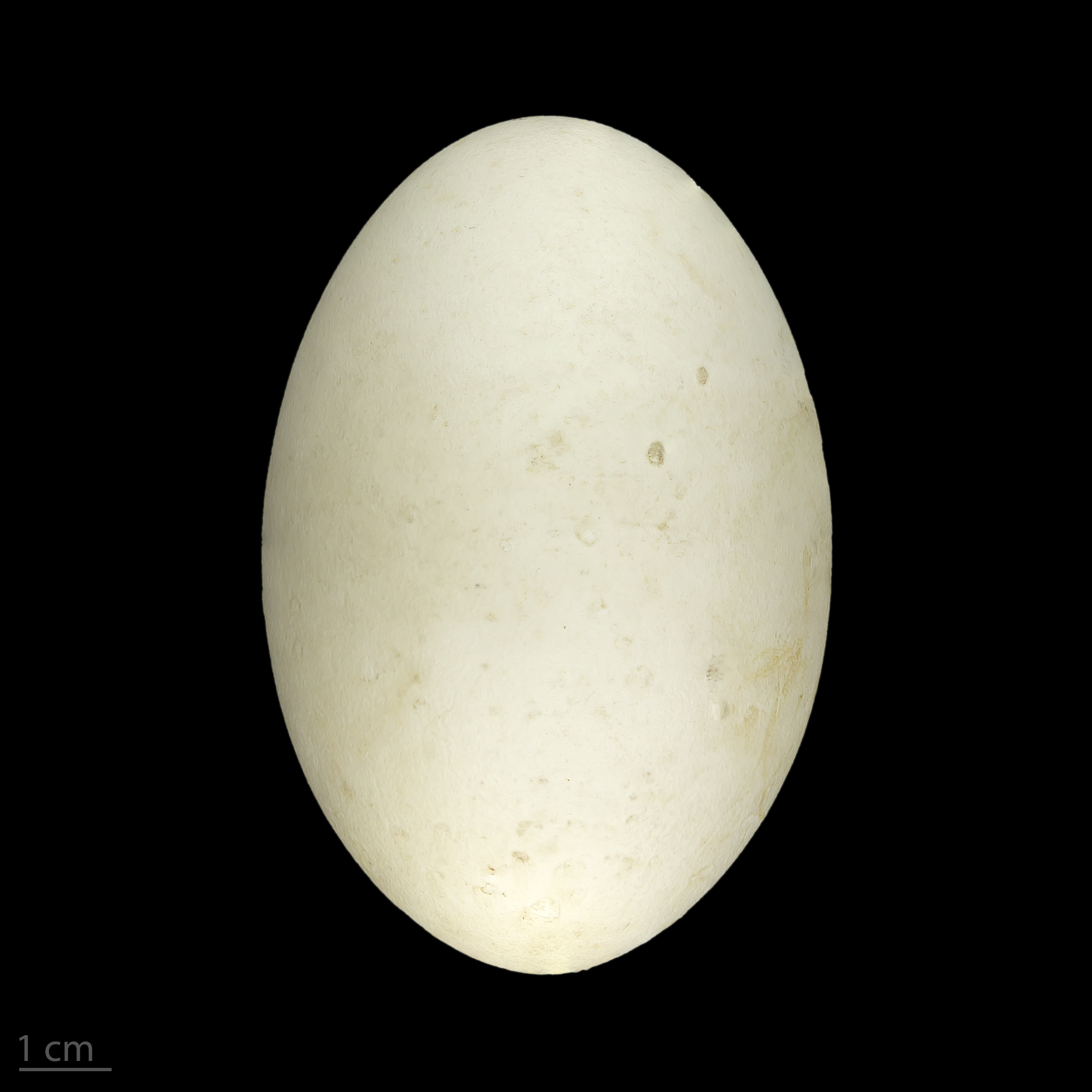
Museum specimen